# Exact Audio Copy
Exact Audio Copy, populärt EAC, är ett datorprogram som utvinner högkvalitativa raw-filer från ljudspår på CD-skivor. Med hjälp av tekniker som multiläsning och AccutateRip kan programmet göra felfria ljudfiler även av skadade CD-skivor.
Bland programmets övriga finesser kan nämnas integration med skiv-databasen FreeDB, stöd för interna CDDB-databaser och integration med komprimeringsprogramvaror. Det kan också spela in ljudfiler som sedan kan redigeras, och fungera som CD-spelare. 
Exact Audio Copy är proprietär programvara, gratis att använda för icke-kommersiellt bruk. Det har utvecklats av den tyske programmeraren Andre Wiethoff och första versionen kom 1998. EAC finns för Windows-plattformen. 